# Nane (władca)
Nane (sum. na-an-ne2) – według „Sumeryjskiej listy królów” pierwszy władca tzw. II dynastii z Ur, ojciec Meskiag-Nanny. Dotyczący go fragment brzmi następująco:
„Nane (z Ur), został królem i panował przez 54 lata”
Meskiag-Nanna wspomniany jest również w tzw. „inskrypcji Tumal”:
„Nane (z Ur) wybudował wspaniały ogród świątyni Enlila (w Nippur)”